# Tornos umbrosarius
Tornos umbrosarius là một loài bướm đêm trong họ Geometridae.